# Pukou (ort i Kina)
Pukou är en ort i Kina. Den ligger i provinsen Hunan, i den södra delen av landet, omkring 390 kilometer sydväst om provinshuvudstaden Changsha. Antalet invånare är 1 950.
Runt Pukou är det ganska tätbefolkat, med 86 invånare per kvadratkilometer. Pukou är det största samhället i trakten. I omgivningarna runt Pukou växer i huvudsak blandskog.
Genomsnittlig årsnederbörd är 1 787 millimeter. Den regnigaste månaden är juni, med i genomsnitt 296 mm nederbörd, och den torraste är december, med 63 mm nederbörd.